# Свентокшиское воеводство

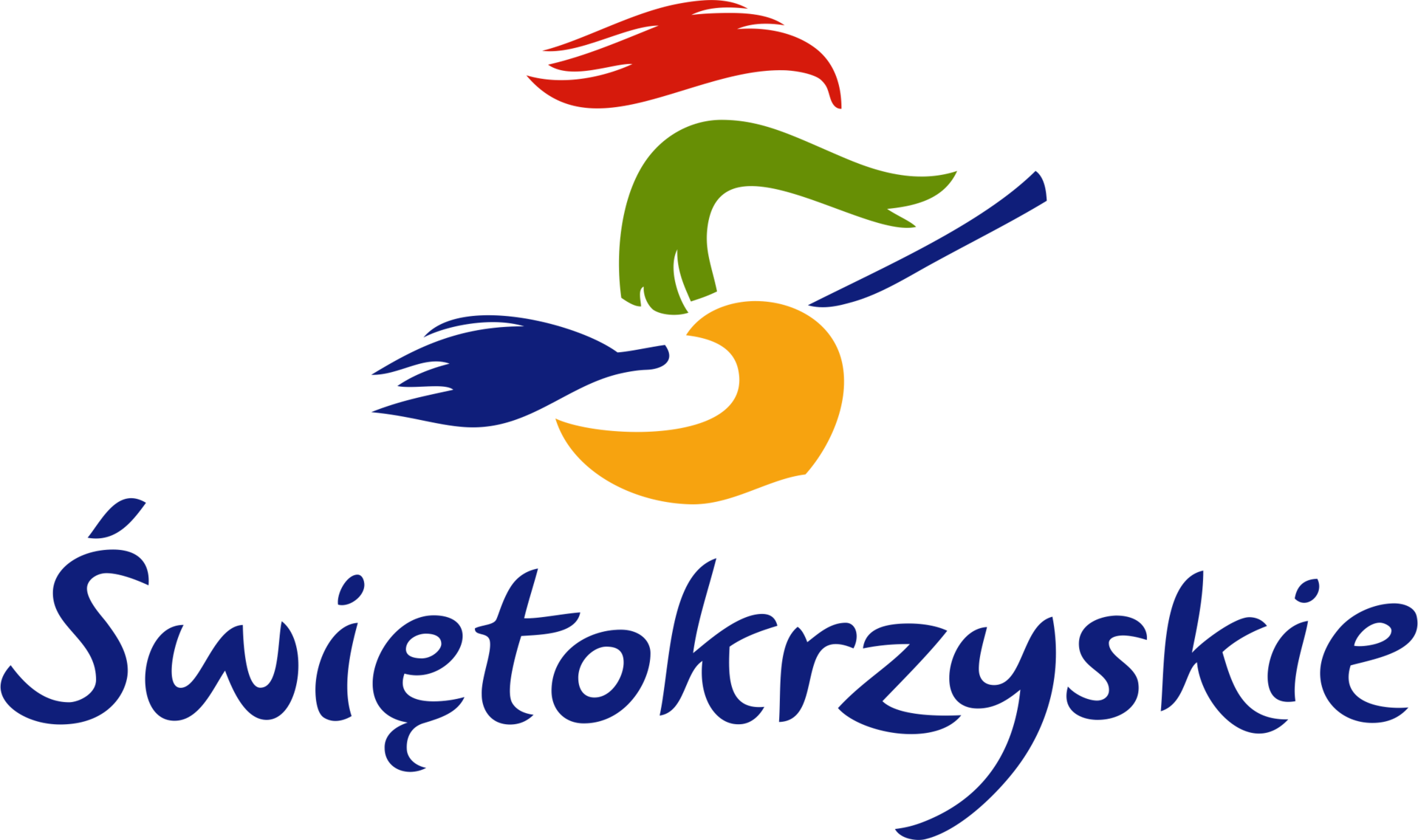
Логотип Свентокшиского воеводства

Свентокши́ское воеводство (пол. Województwo świętokrzyskie) — воеводство, расположенное на юго-востоке Польши. Административным центром и крупнейшим городом является город Кельце.

## География
Граничит с 6 воеводствами: с Мазовецким на севере, с Люблинским на востоке, с Подкарпатским на юго-востоке, с Малопольским на юге, с Силезским на юго-западе и с Лодзинским на северо-западе.
В географическом плане воеводство лежит в пределах Малопольской возвышенности, в пределах которой на территории воеводства выделяется Келецко-Сандомежская возвышенность.

## История
Образовано 1 января 1999 года в результате выделения из бывшего Келецкого воеводства.

## Население
Население по состоянию на 30 июня 2015 года составляет 1 259 906 человек.

## Административное деление
В Свентокшиское воеводство входит 1 город на правах повета и 13 поветов, которые подразделяются на 102 гмины.
| №  | Герб | Повет         | Адм. центр            | Площадь [км²] | Население (2013) |
| -- | ---- | ------------- | --------------------- | ------------- | ---------------- |
| 1  |      | Буский        | Буско-Здруй           | 967,39        | 73 591           |
| 2  |      | Влощовский    | Влощова               | 906,38        | 46 321           |
| 3  |      | Енджеювский   | Енджеюв               | 1257,17       | 87 987           |
| 4  |      | Казимежский   | Казимежа-Велька       | 422,48        | 34 943           |
| 5  |      | Келецкий      | Кельце                | 2247,45       | 207 588          |
| 6  |      | Коньский      | Коньске               | 1139,90       | 71 241           |
| 7  |      | Опатувский    | Опатув                | 911,51        | 54 656           |
| 8  |      | Островецкий   | Островец-Свентокшиски | 616,33        | 114 488          |
| 9  |      | Пиньчувский   | Пиньчув               | 611,03        | 40 611           |
| 10 |      | Сандомирский  | Сандомир              | 675,89        | 80 069           |
| 11 |      | Скаржиский    | Скаржиско-Каменна     | 395,30        | 78 072           |
| 12 |      | Стараховицкий | Стараховице           | 523,27        | 93 216           |
| 13 |      | Сташувский    | Сташув                | 924,84        | 73 505           |

## Археология
От населённого пункта Злота (Zlota) получила название археологическая культура Злота с шнуровой керамикой в лёссовых областях Польши в районе большой излучины Вислы (2200—1700 года до н. э.). Представлена обширными, обычно грунтовыми, могильниками со скорченными костяками (иногда в катакомбах). Интересны ритуальные захоронения коров, свиней и лошадей. Керамика представляет смешанные формы и стили различных групп шнуровой керамики культуры. Племена культуры Злота были оседлыми земледельцами и скотоводами.